# اس‌ام یوبی-۴۳
اس‌ام یوبی-۴۳ (به انگلیسی: SM UB-43) یک زیردریایی بود که طول آن ۱۲۱ فوت ۱ اینچ (۳۶٫۹۱ متر) بود. این زیردریایی در سال ۱۹۱۶ ساخته شد.